# Albert Benjamin Simpson
Albert Benjamin Simpson (15 tháng 12 năm 1843 – 29 tháng 10 năm 1919) là nhà thuyết giáo người Canada, nhà thần học, tác gia, và là nhà sáng lập Hội Truyền giáo Phúc âm Liên hiệp (C&MA), một hệ phái thuộc trào lưu Tin Lành trong cộng đồng Kháng Cách, với tôn chỉ truyền bá phúc âm đến mọi nơi trên thế giới.

## Tuổi trẻ
Simpson ra đời tại Cavendish, đảo Prince Edward, Canada, là con thứ ba trong gia đình có bốn người con của James Simpson, Jr. và Janet Clark.
Harold H. Simpson đã thiết lập được bản gia phả về các dòng tộc tại Cavendish với tựa đề Cavendish: Lịch sử và Con người, cho thấy dòng họ Clark (họ ngoại của A.B. Simpson) là một trong những gia đình thành lập Cavendish vào năm 1790, cũng như tìm ra rằng A.B. Simpson và Lucy Maud Montgomery, tác giả loạt truyện thiếu nhi nổi tiếng Anne of Green Gables, có cùng một tổ phụ.
Cậu bé Albert được nuôi dưỡng theo truyền thống nghiêm khắc của Thanh giáo và của Giáo hội Trưởng Lão Scotland. Albert tiếp nhận đức tin Cơ Đốc trong một cuộc phục hưng năm 1859 dưới sự dẫn dắt của Henry Grattan Guinness, một nhà truyền bá Phúc âm đến từ Ái Nhĩ Lan.
Simpson đến sống một thời gian ở Chatham, bang Ontario, theo học thần học tại Trường Knox thuộc Đại học Toronto. Sau khi tốt nghiệp năm 1865, Simpson được phong chức mục sư Giáo hội Trưởng Lão Canada.
Lúc 21 tuổi, Simpson nhận lời mời đến làm quản nhiệm tại một nhà thờ lớn gần Hamilton, Ontario, Nhà thờ Trưởng Lão Knox (đóng cửa năm 1971). Tháng 12 năm 1873, ở tuổi 30, Simpson rời Canada đến quản nhiệm giáo đoàn Trưởng Lão lớn nhất thành phố Louisville, tiểu bang Kentucky, Nhà thờ Chesnut Street Presbyterian.
Năm 1880, Simpson được mời làm quản nhiệm Nhà thờ Trưởng Lão đường 13 tại Thành phố New York, ở đó ông xuất bản tạp chí truyền giáo The Gospel in All Lands, tạp chí truyền giáo bằng tranh đầu tiên. Simpson cũng thành lập và bắt đầu xuất bản tạp chí minh hoạ The Word, Work, and World. Năm 1911, tạp chí này đổi tên thành Alliance Weekly, nay là Alliance Life, là tạp chí chính thức của Hội Truyền giáo Phúc âm Liên hiệp.
Quan tâm đến người nghèo, Simpson dần dần rời bỏ giáo hội Trưởng Lão và khởi đầu mục vụ dành cho những người bị ruồng bỏ đang sống trong Thành phố New York.

## Thần học Simpson
Simpson phát triển một nền thần học đã tạo ảnh hưởng đáng kể trên các nhóm tôn giáo có nguồn gốc từ Phong trào Thánh khiết, đặc biệt trong vòng các giáo phái thuộc Phong trào Ngũ Tuần và C&MA. Nền thần học được biết đến với tên Phúc âm Tứ diện: "Chúa Giê-xu là Cứu Chúa, Đấng Thánh hoá, Đấng Chữa lành và Vua Hầu đến". Phúc âm Tứ diện được thể hiện trên biểu trưng của Hội Truyền giáo Phúc âm Liên hiệp.
Luôn bị bệnh tật từ khi còn thơ ấu, Simpson theo đuổi một đức tin bền vững vào sự chữa bệnh bằng quyền năng thiên thượng. Ông thường nhấn mạnh đến xác tín này trong Phúc âm Tứ diện. Song, chính sự giảng dạy này đã làm cho ông và C&MA bị cô lập.
Lúc đầu, C&MA không phải là một hệ phái mà chỉ là một phong trào với mục tiêu phối hợp để truyền bá phúc âm trên khắp thế giới. Đến nay, C&MA thủ giữ vai trò lãnh đạo trong lãnh vực truyền giảng phúc âm toàn cầu.
Trong tác phẩm A Larger Christian Life (Nếp sống Cơ Đốc rộng mở), Simpson thảo luận về tầm nhìn của ông về hội thánh:
| “ | Hội thánh Cơ Đốc không chỉ đơn giản là một đoàn thể bao gồm những người bạn tương đắc, mỗi tuần một lần đến với nhau để cùng nghe một bài diễn thuyết thông thái và một chương trình âm nhạc, đồng thời cùng vận hành một guồng máy hoạt động Cơ Đốc. Nhưng trong ý nghĩa chính xác hơn, hội thánh là người mẹ, là mái ấm để thể hiện sự giúp đỡ và phước hạnh, vì đó mà Chúa Giê-xu đã đến để chịu khổ nạn và phó mạng sống mình cho loài người, hội thánh là quê hương và là mái ấm tâm linh, là suối nguồn chữa bệnh và thanh tẩy, là nơi bảo bọc cho người mồ côi và kẻ bất hạnh, là mái trường cho mầm ươm văn hoá và giáo huấn con dân Thiên Chúa, là giáp trụ được trang bị cho họ trong chiến trận thuộc linh, và là đạo hùng binh xung trận trong danh của Ngài. Hội thánh cần phải là một nơi như thế để tụ họp con dân của Thiên Chúa trong thế gian u ám và tội lỗi. | ” |

Simpson cũng viết lời cho một bản thánh ca của ông, "Tiếng gọi Truyền giáo",
"Chúa đang đến gần.
Con của Con người sắp tái lâm
Vương quốc của ngài đã gần kề.
Nhưng trước khi ngày vinh hiển ấy đến,
Chúng ta phải rao giảng Phúc âm của Vương quốc trên khắp đất".
(Thánh ca của Cuộc sống Cơ Đốc)